# She’s in Parties
She’s in Parties ist ein Lied der Gothic-Rock-Band Bauhaus aus dem Jahr 1983. Das Stück wurde neben Bela Lugosi’s Dead, Dark Entries und dem David-Bowie-Cover Ziggy Stardust ein weiterer Erfolg für Bauhaus. Mit einem Musikvideo zur Singleveröffentlichung avancierte es, als letzte Single vor der Auflösung der Band, zu einem Clubhit und mit dem 26. Platz zu einem Single-Charterfolg der Gruppe.

## Geschichte
Das Stück wurde im März 1983 als Vorabsingle des vierten Albums Burning from the Inside veröffentlicht. Bauhaus spielte im Juli desselben Jahres ihr vorläufiges Abschiedskonzert eine Woche vor der Veröffentlichung des Albums. Anschließend löste sich die Gruppe aufgrund eines Konfliktes zwischen Sänger Peter Murphy und dem Rest der Gruppe auf.
Der Text entstand spontan und kooperativ während einer gemeinsame Fahrt während der Tourneetätigkeiten der Gruppe. Bassist David J hatte Stift und Papier und forderte die anderen Bandmitglieder auf ihm Worte, Zeilen und Phrasen zu sagen. Gitarrist Daniel Ash und Peter Murphy tauschten so Ideen mit David J aus, woraus der Text entstand.
Vor Beginn der Albumaufnahme musste Murphy aufgrund einer Lungenentzündung ins Krankenhaus. Der Rest der Band ging ohne ihn ins Studio und nahm ein Album gänzlich ohne Murphy auf. Gitarrist Daniel Ash und Bassist David J spielten ihre Instrumente und sangen das Material ein, Schlagzeuger Kevin Haskins spielte seinen Teil. Murphy, dem die Band offen vorwarf sich selbst in den Vordergrund zu drängen reagierte verärgert und sang nachträglich einen Teil des Album, inklusive She’s in Parties, erneut ein. Dennoch blieben vier Stücke des vierten Albums ohne die Beteiligung des eigentlichen Sängers der Gruppe. Die Erosion des Bandgefüges war zu diesem Zeitpunkt so weit vorangeschritten, dass Bauhaus kaum noch einen Weg sah weiter gemeinsam kreativ zu agieren.
Zu einem Auftritt in einer Show der BBC beschränkte sich die Band darauf She’s in Parties, einen Remix eines älteren Stücks und ein nicht für das Album geplantes Cover vorzustellen. She’s in Parties erschien 1983, laut Band und Label am 18. März, laut anderer Quellen im April 1983, als 7"-Single über Beggars Banquet Records mit der Katalognummer BEG91 begleitet von einem Musikvideo und gerahmt von Auftritten in Asien, Europa und einer dreiwöchigen Englandtournee an deren Ende es zum offenen Streit während eines Interviews in einem Hotelzimmer und dem Entschluss kam, die Band nicht fortzuführen. Als B-Seite wurde das Stück Departure, dass die Band während ihrer John Peel Session aufnahm und das am 12. April 1982 erstmals ausgestrahlt wurde, gewählt.

## Musik und Text
She’s in Parties wurde im 4/4-Takt und im Grundton b-Moll bei einem Tempo von 132 BpM geschrieben. Das Stück gilt als besonders energiegeladen jedoch kaum Tanzbar. Der Autor der Gothic-Rock-Chronik Schattenwelt Dave Thompson schrieb, dass die „eingängige Melodie von Haskins‘ donnerndem Schlagzeug und Js pulsierendem Bass vorangetrieben wurde, während Ashs schimmernde, zitternde Gitarre elektrische Impulse beisteuerte und der Chamäleongesang alle Facetten zwischen evokativer Zerbrechlichkeit und Friedhofshorror bot.“
Der Text von She’s in Parties ist in seiner Bildsprache undeutlich. Sänger Peter Murphy gab an, dass das Stück sich mit Marilyn Monroe befasse. Die wiederholten und titelgebenden Zeilen des Refrain „She’s in Parties it’s in the can“ werden so als „Sie ist im Rampenlicht, die Szene ist im Kasten“ gedeutet. In einer Besprechung des Stücks für die Website Songfacts wurde indes gemutmaßt, dass die Scheinwelt der Filmindustrie als Metapher für die frühe Gothic-Szene genutzt würde und hier Mitläufer beschreibe, die dazugehören wollten, sich jedoch nie dem Ethos verschrieben hätten.

## Video
Das Musikvideo zum Stück drehte Howard Guard. F. Williamson schrieb für das Furio Magazine, dass das in den 1980er Jahren besonders bekannte Video die Welt des Kinos zitiere, zelebriere und kritisiere, indem es seine filmischen Techniken nutze, verherrliche und die Erfahrung des Schauspielers durch den Text und den Blick der Kamera demontiere. So ergänze das Vido den Text und spiele mit filmischen Themen, die auf einen Hollywood-Ruhm der goldenen Ära deuten. Die in Anzüge gekleideten Bandmitglieder werden in unterschiedlich kontrastierten, oft mit Weichzeichnereffekt versehenen Bildern, wie Filmikonen inszeniert denen die Kamera ihre Popularität verleiht. Zugleich bedient sich das Schwarz-Weiß-Video radikaler Close-Ups bis hin zu Detailaufnahmen von Mündern, Zähnen, Augen und Gliedmaßen die zugleich den Voyeurismus wie die Bewunderung im Spannungsfeld von Star, Kamera und Fan hindeuten würden. In direkten Aufnahmen die die Gesichter erfassen wenden sich die Mitglieder der Band dabei „in fragiler Unnahbarkeit“ direkt der Kamera zu. Scheinwerfer schweben in der Umgebung umher, das Setting, ein karges stillgelegtes Lagerhaus in der Wardour Street in London mit Streu, zerbrochenen Scheiben, Säulen und kaltem Stein, verstärke den Eindruck von Verfall und Anachronismen. Die visuelle Gestaltung richte sich darauf, das Gefühl des Unwohlseins in Anbetracht irrealer Berühmtheit und dem übermäßigen zur Schau gestellt sein zu intensivieren. Insbesondere das Experimentieren mit Licht und Blickwinkeln, also mit verschiedenen filmischen Ansätzen, habe das Video in den 1980er-Jahren populär und beliebt gemacht.

## Chartplatzierungen und Rezeption
Die Single erreichte eine Positionierung auf Rang 26 der britischen Charts. Der Formel-Eins-Moderator Peter Illmann beschrieb den Erfolg als bemerkenswert und das Video als hochgelobt. Auch der Musikjournalist, Genre-Chronist und Sachbuchautor Dave Thompson sah den Charterfolg des „vielleicht kommerziellsten Titel“ der Band als eine ordentliche Leistung, räumte jedoch ein, dass diese Leistung offensichtlich nicht ausreichte um Bauhaus als Gruppe zusammenzuhalten. Interpreten wie Ikon, Love Like Blood und Nouvelle Vague coverten das Stück. Die Dream-Pop-Band She’s in Parties benannte sich nach dem Stück.

## Titelliste
1. She’s in Parties: 5:46
2. Departure: 4:49